# Ignaz von Plener
Ignaz von Plener, též Ignaz Freiherr von Plener nebo Ignaz svobodný pán von Plener, v českých pramenech také Ignác Plener (21. května 1810 Vídeň – 17. února 1908 Vídeň), byl rakouský a rakousko-uherský, respektive předlitavský politik, v letech 1860–1864 ministr financí Rakouského císařství a v letech 1867–1870 ministr obchodu Předlitavska, představitel německorakouského liberalismu a odpůrce českých státoprávních aspirací.

## Biografie
V letech 1827–1831 absolvoval Vídeňskou univerzitu, kde roku 1833 získal titul doktora práv. Od roku 1836 pracoval ve státní správě, nejprve na finančním úřadě v Chebu a Praze. V roce 1851 se stal finančním ředitelem v Prešpurku, v roce 1857 ve Lvově.
Roku 1859 byl povolán do Rozmnožené Říšské rady (tehdy ještě coby poradní nevolené shromáždění). Od roku 1861 pak zasedal v Říšské radě jako poslanec a zároveň byl poslancem Českého zemského sněmu. Na Říšské radě působil ve funkčním období 1861–1865 (kurie obchodních komor, obvod Cheb), 1867–1870 (kurie obchodních a živn. komor v Čechách), 1870–1871 (10. listopadu 1870 složil slib, rezignace oznámena dopisem 7. června 1871) a 1871–1873 (opět kurie obchodních a živnost. komor Čechách, 7. května 1872 opětovně složil slib).
Za vlády Johanna Rechberga se stal dodatečně ministrem financí Rakouského císařství (zpočátku jako provizorní správce poté, co zemřel dosavadní ministr Karl Ludwig von Bruck) a post si udržel i v následující vládě Rainera Ferdinanda Habsbursko-Lotrinského. Funkci zastával od 23. dubna 1860 do 5. června 1864. Jako ministr financí řídil státní pokladnu v době složitého ekonomického i politického vývoje. Prosazoval deflační politiku. Byl reprezentantem rakouskoněmeckých liberálních elit v době ožívajícího parlamentarismu. V říjnu 1860 veřejně na schůzi vlády oponoval panovníkově koncepci ústavního uspořádání. V otázkách státoprávních byl stoupencem centralismu a odmítal větší práva zemských vlád a zákonodárných sborů tak, jak je formuloval Říjnový diplom. V 60. letech 19. století patřil mezi hlavní německé politiky na českém sněmu a hlavní oponenty českých státoprávních ambicí. V ekonomických otázkách byl stoupencem volného trhu.

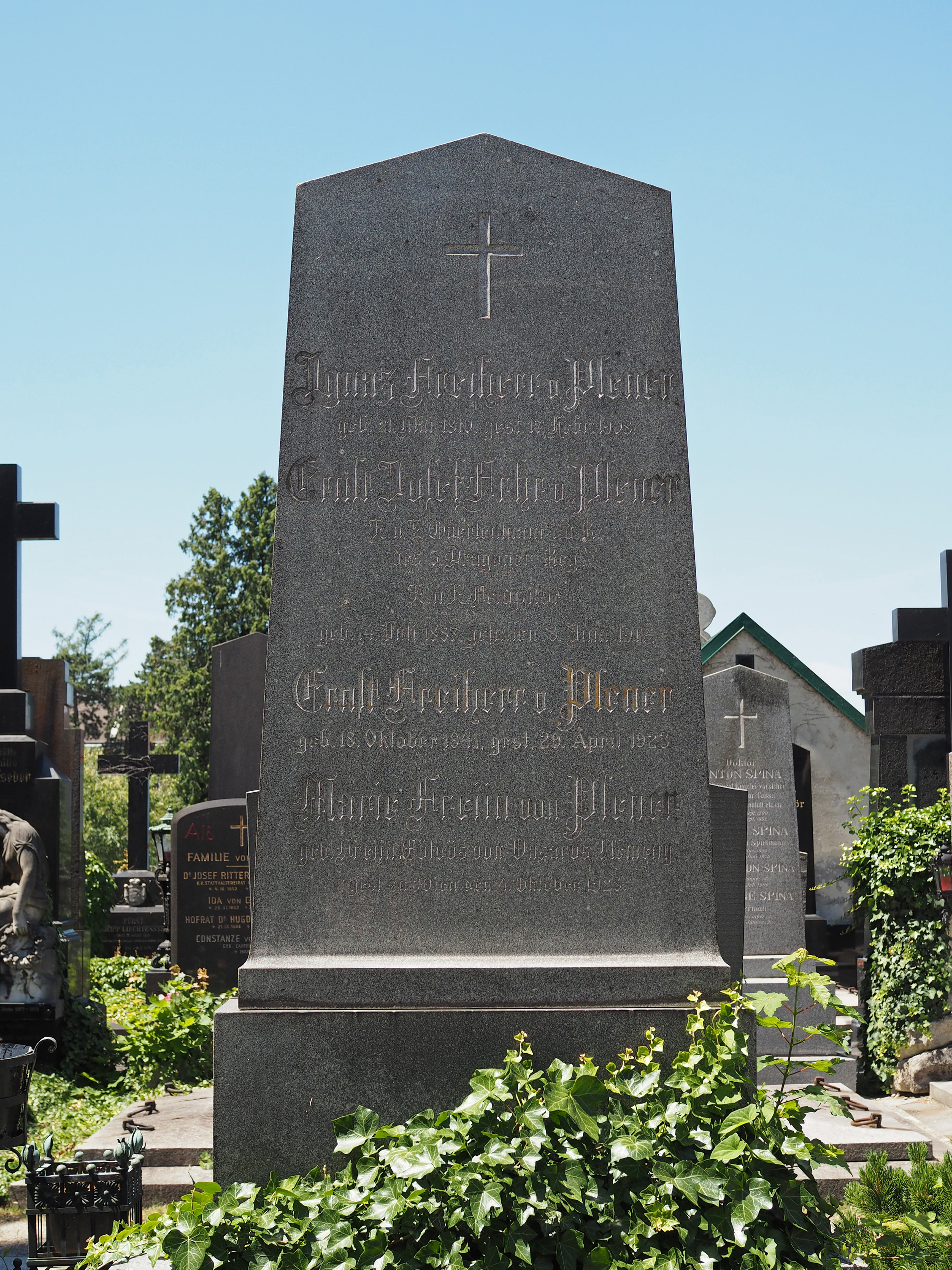
Rodinný hrob rodiny von Plener na vídeňském hřbitově Hietzing

Po rakousko-uherském vyrovnání se objevil 30. prosince 1867 jako člen vlády Karla von Auersperga na pozici ministra obchodu Předlitavska. Portfolio si udržel i ve vládě Leopolda Hasnera až do 12. dubna 1870. Jeho nástup do Auerspergovy vlády byl součástí širšího trendu zapojení německých měšťanských liberálních osobností do tohoto kabinetu (nazývaného též Bürgerministerium nebo měšťáckou vládou). Silný hlas v ní měly právě osobnosti Plenerova typu, tedy vzdělaní němečtí národovci neurozeného původu. Na postu ministra obchodu se podílel na uzavření několika obchodních smluv s cizími státy a podporoval rozvoj železničního podnikání. Od roku 1869 zároveň ve vládě vytvářel silnou frakci, která odmítala zmírnění politiky vůči české opozici a naopak prosazovala setrvání v stávajícím kurzu, přičemž sázela na faktor únavy odbojných českých poslanců. Tato skupina (kromě Ignaze von Plenera též Eduard Herbst nebo Leopold Hasner von Artha) nakonec ve vládě převážila a stoupenci opačného názoru rezignovali. Plener dokonce v krátkém období před koncem vlády Karla von Auersperga působil od 15. ledna 1870 do 30. ledna 1870 jako provizorní předseda vlády Předlitavska. Následná vláda Leopolda Hasnera byla německým liberálům nakloněna ještě víc a Plener v ní zůstal významným členem.
V roce 1873 se stal členem Panské sněmovny, kde zastupoval německou liberální Ústavní stranu. Jeho syn Ernst von Plener byl rovněž politikem a koncem 19. století i ministrem předlitavské vlády.
Pohřben byl na hřbitově v Hietzingu.